# سیسیلیا مافی
سیسیلیا مافی (انگلیسی: Cecilia Maffei؛ زادهٔ ۱۹ نوامبر ۱۹۸۴) اسکیت‌باز سرعت، و اسکیت‌باز سرعت، اهل ایتالیا است.